# Константинопольский собор (1727)

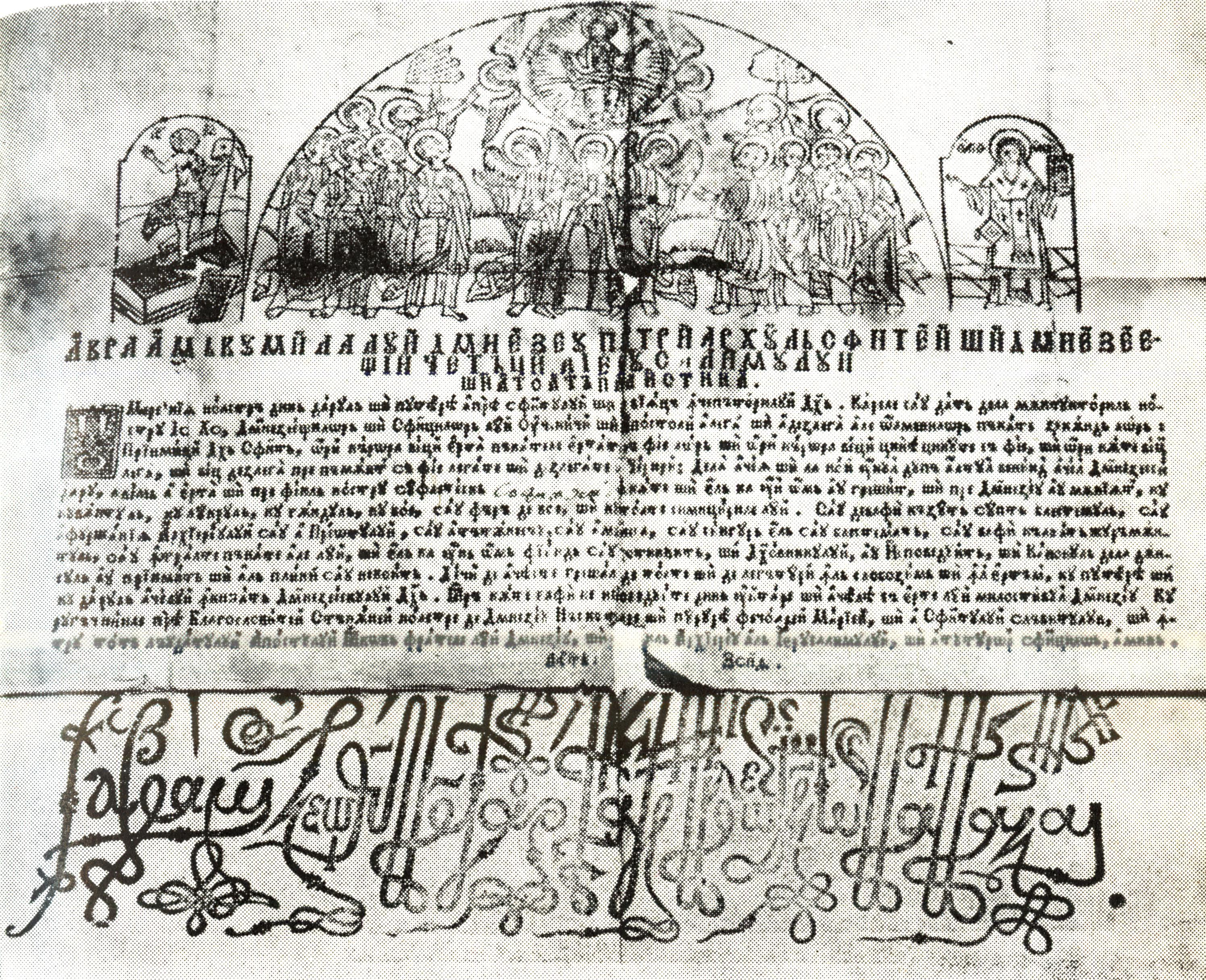
«Индульгенция» XVIII века с подписью патриарха Иерусалимского Авраамия, продававшаяся греческими монахами в Валахии

Константинопольский собор 1727 года — поместный собор Православной церкви, утвердивший существовавшую неофициально практику выдачи индульгенций (т. н. «разрешительных грамот») восточными патриархами (Константинопольским, Александрийским, Антиохийским и Иерусалимским). Собор также осудил мнение, что право выдавать индульгенции принадлежит лишь римскому папе. 

## Предыстория
С XVI века греческие православные церкви испытывали большое влияние католического богословия. Одним из последствий этого влияния стала практика выдачи верующим индульгенций, которые были названы «разрешительными грамотами» (греч. συγχωροχαρτια — дословно грамоты прощения). Выдача данной грамоты осуществлялась за деньги и не была связана с участием верующего в таинствах покаяния и евхаристии. В XVIII веке иерусалимский патриарх Досифей II (1669—1707) писал о практике выдачи разрешительных грамот как о древней традиции в Церкви: «возобладал обычай и древняя традиция, которая известна всем, чтобы святейшие патриархи давали церковному народу грамоту об отпущении грехов».

## Решения Собора
Собор 1727 года был созван после усиления католической пропаганды на Ближнем Востоке. Собор принял «Исповедание веры», составленное патриархом Иерусалимским Хрисанфом и направленное против римо-католиков. Так, «Исповедание веры» осуждает изменение католиками Символа веры, догмат о филиокве, чистилище, теорию о тварных энергиях Бога, папский примат и папские индульгенции.
Собор утвердил в греческих церквях ранее неофициальную практику выдачи индульгенций («разрешительных грамот») и закрепил это право за четырьмя восточными патриархами: Константинопольским, Александрийским, Антиохийским и Иерусалимским. В 13-м пункте «Исповедания», принятого на Соборе, говорилось: «власть оставления грехов, которое, если подаётся письменно, Восточная Христова Церковь именует „разрешительными грамотами“, а латиняне — „индульгенциями“,.. даётся Христом в святой Церкви. Эти разрешительные грамоты выдаются во всей Соборной Церкви четырьмя святейшими патриархами: Константинопольским, Александрийским, Антиохийским и Иерусалимским». Было осуждено также мнение, что индульгенции может выдавать лишь папа римский: «говорить, что власть давать [индульгенции] имеет только Римский папа, есть явная ложь».
В работе Собора участвовали патриарх Константинопольский Паисий II, патриарх Антиохийский Сильвестр, патриарх Иерусалимский Хрисанф, а также 11 архиереев Константинопольского синода.

## Последствия
По мнению публициста и православного богослова архимандрита Кирилла (Говоруна), «приписывание патриархам (и только им, как видно из текста „Исповедания“) власти отпускать грехи и выдавать специальные грамоты было искажённым рудиментом древнего института „Пентархии“, который сформировался после IV Вселенского собора и, безусловно, претерпел кризис в эпоху турецкого господства и распространения латинских влияний».
«Разрешительные грамоты» были осуждены на Константинопольском соборе 1838 года как средство обогащения. В решениях Собора практика взимания католиками денег за отпущение грехов названа «ужасным и неслыханным злоупотреблением». При этом, как отмечает Кирилл (Говорун), несмотря на осуждение католических индульгенций, Собор 1838 года не дал должной богословской оценки практике выдачи «разрешительных грамот» в Греческой церкви. Факты выдачи индульгенций в греческих православных церквях фиксировались вплоть до середины XX века.